# مطاحن الأورق العلمية
في مجال البحث العلمي ، تعتبر كتابة الأورق العلمية امر في غاية الاهمية لتطور قدرات الباحث والجامعة التي ينتمي لها ولكن قامت شركات بحثية لتنشر أوراقًا بحثية رديئة أو مزيفة تبدو وكأنها تشبه الأبحاث الحقيقية مقابل المال، فضلاً عن بيع حقوق التأليف والنشر.   تسمى في بعض الاحيان هذه الممارسات بصناعة الورق لكونها دراسات ذات قيمه علمية ضعيفة او تم الحصول عليها بطريقة غير اخلاقيه.
في بعض الحالات، تعد مصانع الورق عمليات متطورة تبيع مناصب التأليف في الأبحاث المشروعة، ولكن في كثير من الحالات تحتوي الأوراق على بيانات احتيالية ويمكن أن تكون مسروقة بشكل كبير أو غير احترافية.   وبحسب تقرير نشرته مجلة "نيتشر" ، فإن آلاف الأوراق البحثية المنشورة في المجلات الأكاديمية تم تعقبها إلى مصانع ورق من الصين وإيران وروسيا ، كما تعمل بعض المجلات على تجديد عمليات المراجعة الخاصة بها. "  تم تحديد الباحثين الصينيين باعتبارهم عملاء شائعين بشكل خاص لخدمات مصانع الورق.  تشير التقديرات المختلفة إلى أن حصة إنتاج مصانع الورق تتراوح بين 2% و20% من الأوراق الأكاديمية المنشورة، مع وجود مشاكل خطيرة بشكل خاص في بعض مجالات الطب الحيوي .   
إنها مشكلة أخلاقيات البحث ونزاهة البحث التي تؤثر على النشر الأكاديمي ( الكتابة الأكاديمية والكتابة العلمية والكتابة الطبية ). إنه مثال على الغش الأكاديمي الذي يتضمن الغش في العقود والتأليف ، وتحديدًا الكتابة الأكاديمية بالنيابة أو الكتابة الطبية بالنيابة . قد يشمل ذلك تلفيق البيانات ، مما يؤدي إلى علم غير مفيد ، وفي بعض الأحيان إلى التراجع عن الأدبيات العلمية ( المجلات العلمية ، والمجلات الأكاديمية ، أو المجلات الطبية ).

## أمثلة

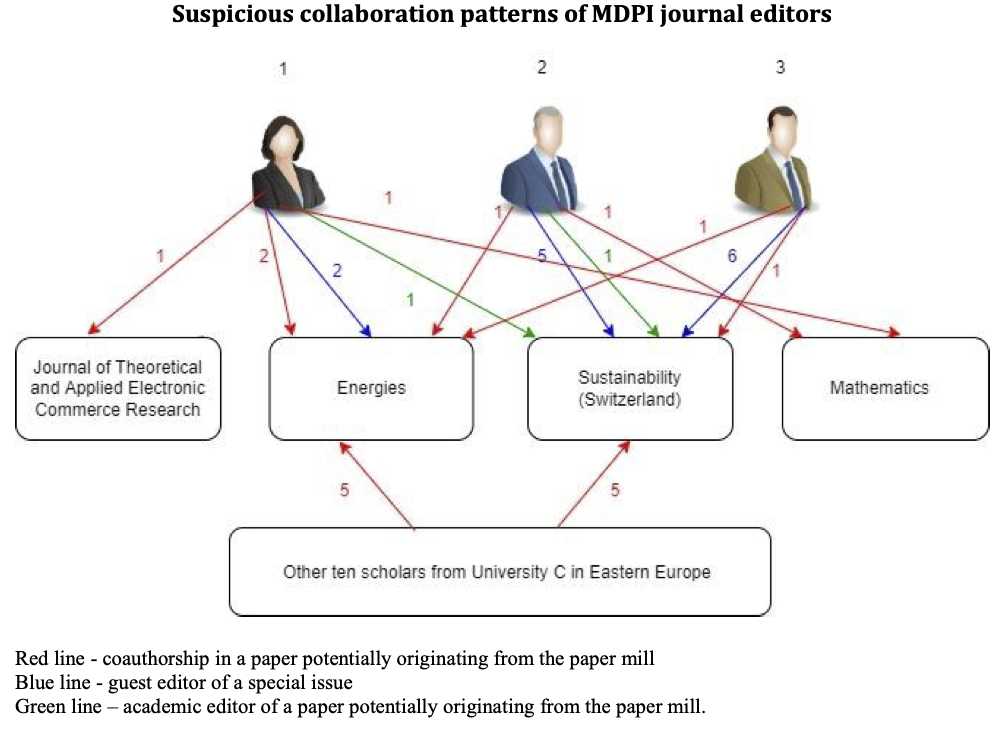
تصوير لحلقة نشر منسقة مرتبطة بمصنع الورق International Publisher Ltd. الشكل 4 من Abalkina (2022).

في أوائل عام 2022، قامت مجلة تايمز للتعليم العالي وقسم أخبار مجلة العلوم بتغطية تقرير يكشف عن شركة روسية لمصانع الورق تدعى International Publisher Ltd.   حدد التقرير مئات الأوراق الأكاديمية المنشورة حيث تم بيع مناصب التأليف من خلال موقع روسي يسمح للباحثين بالدفع مقابل المكانة الأكاديمية دون الحاجة إلى مساهمات بحثية مشروعة.   خلال الفترة التي تم تحليلها لمدة ثلاث سنوات، تم تحديد 419 مقالاً تم مطابقتها مع المخطوطات التي نُشرت لاحقًا في العديد من المجلات الأكاديمية المختلفة، مع وجود تحيز كبير نحو المنشورات في المجلات المفترسة .  وفي حين استهدفت مطحنة الورق مجلات مختلفة، فقد تم نشر ما يقرب من 100 ورقة بحثية في المجلة الدولية للتكنولوجيات الناشئة في التعلم ( مطبعة جامعة كاسل ) وحدها، ويبدو أن ذلك تم تنسيقه من خلال مشاركة محرري المجلات التي تستضيف إصدارات خاصة مع مساحة للمؤلفين المشاركين تم بيعها بالمزاد العلني مقابل أي مبلغ يتراوح بين 180 إلى 5000 دولار أمريكي. وفي شبكة منفصلة، وجد أن المحررين الضيوف والمحررين الأكاديميين المأجورين في MDPI يقومون بتنسيق بيع التأليف عبر أربع مجلات مختلفة من MDPI، بإجمالي أكثر من 20 ورقة بحثية (الصورة، على اليمين).  وبعيدًا عن التواطؤ بين المحررين وشركة International Publisher Ltd.، فإن العديد من أوراق البحث المشروعة باعت أيضًا حقوق تأليف غير معروفة لمحرري المجلات، وتم قبولها في النهاية في المجلات التي نشرتها Elsevier ، وOxford University Press ، و Springer Nature ، وTaylor & Francis ، و Wolters Kluwer ، و Wiley-Blackwell . اعتبارًا من 6 أبريل 2022، فتح العديد من هؤلاء الناشرين تحقيقًا في الأمر. 
في مايو 2024، نشرت صحيفة وول ستريت جورنال تقريراً عن دراسات مزيفة أثرت على دار النشر وايلي في نيوجيرسي. وتم سحب أكثر من 11300 ورقة بحثية، كما تم إغلاق 19 مجلة. ارتبطت الأوراق الإشكالية بدار نشر هنداوي ، وهي دار نشر مصرية تضم حوالي 250 مجلة علمية استحوذت عليها شركة وايلي في عام 2021.   تناولت المقالة بالتفصيل كيفية عمل عملية الاحتيال في مطاحن الأوراق البحثية، وسلطت الضوء على الجهود الفردية لتحديد ومنع الاحتيال في المستقبل. وحذرت المقالة أيضًا من أن الذكاء الاصطناعي سيجعل من الصعب اكتشاف الاحتيال. 